# جيمس براون (عسكري بريطاني)
الميجور جنرال السير جيمس براون (بالإنجليزية: James Browne)‏ ـ (16 سبتمبر 1839 ـ 13 يونيو 1896)، الذي عُرف أيضًا بلقب بستر براون (بالإنجليزية: Buster Browne)‏ هو مهندس عسكري ومسؤول استعماري بريطاني خدم في الهند.
شارك براون في عدة عمليات عسكرية في الهند، وكان ضابطًا سياسيًا برفقة السير دونالد ستيوارت إبان الحرب الإنجليزية الأفغانية الثانية، وفي سنة 1881 رُقِّي إلى رتبة كولونيل، وفي العام التالي تولى قيادة فرقة المهندسين التي أُرسلت من الهند إلى مصر، فشهد معركة التل الكبير، التي كانت بداية الاحتلال الإنجليزي لمصر.

## حياته الشخصية
في سنة 1864، تزوج براون من أليس بيرسون، ابنة تشارلز بيرسون، وشقيقة الميجور ويليام هنري بيرسون.

## وفاته
توفي براون بغتة في 13 يونيو 1896، ودُفن في مقبرة برومتون بحي كينسينغتون وتشيلسي في العاصمة البريطانية لندن.

## التكريم والأوسمة
- نيشان العثمانية من الطبقة الثالثة
- وسام نجمة الهند